# 小栗流
小栗流（おぐりりゅう）は、小栗仁右衛門正信が開いた日本武術の一流派。

## 歴史
徳川家旗本であった小栗仁右衛門正信は柳生石舟斎から新陰流剣術を学んでいた。
1615年（慶長20年）の大坂の陣で組討により首級を挙げた経験から、長崎奉行に赴任中に新陰流同門の駿河鷲之助と組討の研究を行った。1616年（元和2年）柳生家から免許を得て小栗流和を開いた。小栗流は柔術ではなく和（やわら）と表記するが、他に甲冑傳や武者取とも称していた。1613年（元和3年）に将軍家の許可を得て広く門弟を招き、1623年（元和9年）には土佐藩主山内忠豊に招かれて小栗流を伝えた。小栗仁右衛門の門人は約3600人いた。
小栗流を土佐に伝えた朝比奈可長は幼くして父を失い土佐藩士の伯父である朝比奈右京亮により養育された。武術修行のために江戸へ上り小栗仁右衛門の高弟で水野流を開いていた水野自適斎に就いて和を学んだ。その後、土佐に帰国して1646年（正保3年）参勤により江戸に出て主命により小栗仁右衛門の門人となった。1649年（慶安2年）小栗流和の伝書を受け、1653年（承応2年）には小栗流和の一子相伝を授かった。以降は土佐藩主山内忠豊に和術師範役として仕えた。
土佐藩に伝えられた後は同地で栄え、土佐藩の柔術は幕末まで小栗流の勢力が大きかった。坂本龍馬も幼少から小栗流を学び免許を受けている。

## 内容
最初は和（柔術）が表芸であったが、幕末の土佐藩の系統では剣術を表芸としていた。本来は流祖が編み出した組討に剣術ほかを加えた流派と伝えられ、また和の極意を最も重要な秘伝とするなど柔術を流儀の核心とする内容の流派である。創始時には、剣術と和以外に、抜刀術、槍術、眉尖術（薙刀術）、水練、騎射などを含んでいた。

### 和
和は組合のみではなく万物の柔弱・剛強・遅速・転変の理を動静に従って教える。他の芸に表裏があるが小栗流和では事という。事の数は五種類に九手ずつで45ある。
事之數　45
取胸 三（移、乱）
折指 三（移、乱）
取手 三（移、乱）
纒頭 三（移、乱）
取帯 三（移、乱）

## 系譜
例として一部の系譜を以下に示す。 実際にはこの他にも多くの伝系が存在した。 
- 小栗仁右衛門正信
  - 細井佐次右衛門勝茂
  - 大森信濃守頼直
  - 水野自適斎（水野流を開く）
  - 朝比奈丹左衛門可長
    - 朝比奈藤三郎長之
    - 朝比奈千之進
    - 朝比奈知庵
    - 渡辺清大夫利重
      - 渡辺小兵衛利輝
      - 足達茂兵衛正藹
        - 足達甚三郎正靖（林六太夫守政の実子）
          - 足達市平達溥
            - 足達長十郎達男
              - 足達駒之丞達長
                - 足達傳蔵達善
                  - 足達武之助正達

            - 西尾忠平
            - 宮﨑九内正任
              - 宮﨑九兵衛
                - 池野七之進

          - 日根野弁次吉賢
            - 日根野左右馬恵吉
              - 日根野弁治吉善
                - 坂本龍馬

        - 平尾伴九郎久喜
          - 平尾伴五郎成美
            - 平尾小源太弘茂
              - 平尾作内喜繁

          - 藤田彦四郎

    - 林六太夫守政（無双直伝英信流居合九代師範）
      - 楠瀬六右衛門貞次

    - 国澤武左衛門
    - 国澤弥三郎
    - 松島太右衛門
    - 渡辺勘十郎成勝
      - 渡辺新右衛門正勝
        - 渡辺勘十郎時勝

  - 山鹿甚五左衛門高興（山鹿素行）